# هرانوش مارگاریان
هرانوش آرایی مارگاریان (ارمنی: Հրանուշ Արայի Մարգարյան؛ انگلیسی: Hranush Margaryan؛ زادهٔ ۸ نوامبر ۱۹۲۱ - درگذشته ۸ ژوئن ۲۰۰۵) زبان‌شناس و استاد اهل ارمنستان بود.

## زندگی‌نامه
وی در ۸ نوامبر ۱۹۲۱ در تفلیس به دنیا آمد و از دانشگاه دولتی ایروان (۱۹۴۵) فارغ‌التحصیل گشت. وی در دانشگاه دولتی ایروان فعالیت می‌کرد.  وی در ۸ ژوئن ۲۰۰۵ در سن ۸۳ سالگی در ایروان درگذشت و در آرامستان مرکزی ایروان (توخماخ) به خاک سپرده شد.

## یادداشت
1. ↑  բանասիրական գիտությունների դոկտոր